# Chrismukkah
Il Chrismukkah è un neologismo della cultura pop che indica l'unione della festività cristiana del Natale con la festività ebraica del Chanukkah, celebrate dalle famiglie composte in modo misto da cristiani ed ebrei.
La parola è un composto aplologico derivante dalla fusione delle parole "Christmas" e "Hanukkah". Il Chrismukkah viene spesso celebrato anche come festività alternativa, come il Festivus di Seinfeld. Il giornale statunitense USA Today descrive così la festività:
(Michael McCarthy, USA Today)

## Storia
La celebrazione natalizia con l'albero, le canzoni e i regali divenne un simbolo delle famiglie ebree tedesche di ceto medio già dal XIX secolo. Alcuni membri della comunità ebraica celebravano infatti il natale come una centenaria "festività del mondo che ci circonda" (in lingua inglese "festival of the world around us") ma senza alcun significato religioso, o comunque trasferendo alcune peculiarità del natale cristiano nella festività ebrea dell'Hanukkah.
Il Chrismukkah venne reso popolare dalla serie televisiva della Fox The O.C.. Nella serie, il personaggio di Seth Cohen ha il padre ebreo e la madre protestante. Cercando un modo per unire le due fedi, Seth afferma di aver creato il Chrismukkah quando aveva sei anni. La festività viene mostrata in ognuna delle 4 stagioni della serie tv, ma il periodo in cui cade non viene menzionato; ma a giudicare dal contesto degli episodi in questione, si presume che incominci nel giorno di Natale. Seth afferma semplicemente che si tratta di "otto giorni di regali, più un giorno di super regali", marcando la parola "super". Viene inoltre mostrato il tipico albero natalizio accostato all'ebraico candelabro a nove bracci, il chanukkiyah o menorah. Il Chrismukkah venne menzionato anche in Grey's Anatomy.
Nel 2004 Ron e Michelle Gompertz, una coppia ebreo-cristiana di Bozeman nel Montana, lanciarono il sito internet Chrismukkah.com, ora chiuso. Il sito prendeva ispirazione dalla festività raccontata in The O.C. commercializzando biglietti di natale in stile e dispensando curiosità riguardanti la festività. Verso la fine del 2004, il sito ricevette numerose critiche da parte della Lega cattolica per i diritti religiosi e civili newyorkese, che assieme al Consiglio dei Rabbini condannò il Chrismukkah come un "insulto" alle culture cristiane ed ebraiche.
Nel dicembre del 2004, il Chrismukkah venne inserito dal settimanale Time nella lista delle buzzword (parole gergali divertenti) dell'anno. Venne inoltre riportato dal giornale scozzese Scotland Sundey, che il Chrismukkah è stato aggiunto all'autorevole dizionario "Chamers".
Nel 2005, il fondatore di Chrismukkah.com Ron Gompertz, assieme a Kathy Stark, scrisse un libro umoristico di ricette sul Chrismukkah intitolato Chrismukkah! The Merry Mish-Mash Holiday Cookbook, pubblicato poi nel 2006. Nello stesso periodo venne pubblicato anche il libro concorrenziale di Gersh Kuntzman Chrismukkah: The Official Guide to the World's Best-Loved Holiday. In linea con il classico pensiero di Kuntzman, il libro non fu un'opera umoristica, ma più una satira su persone come Gompertz.